# Zasilanie pasożytnicze

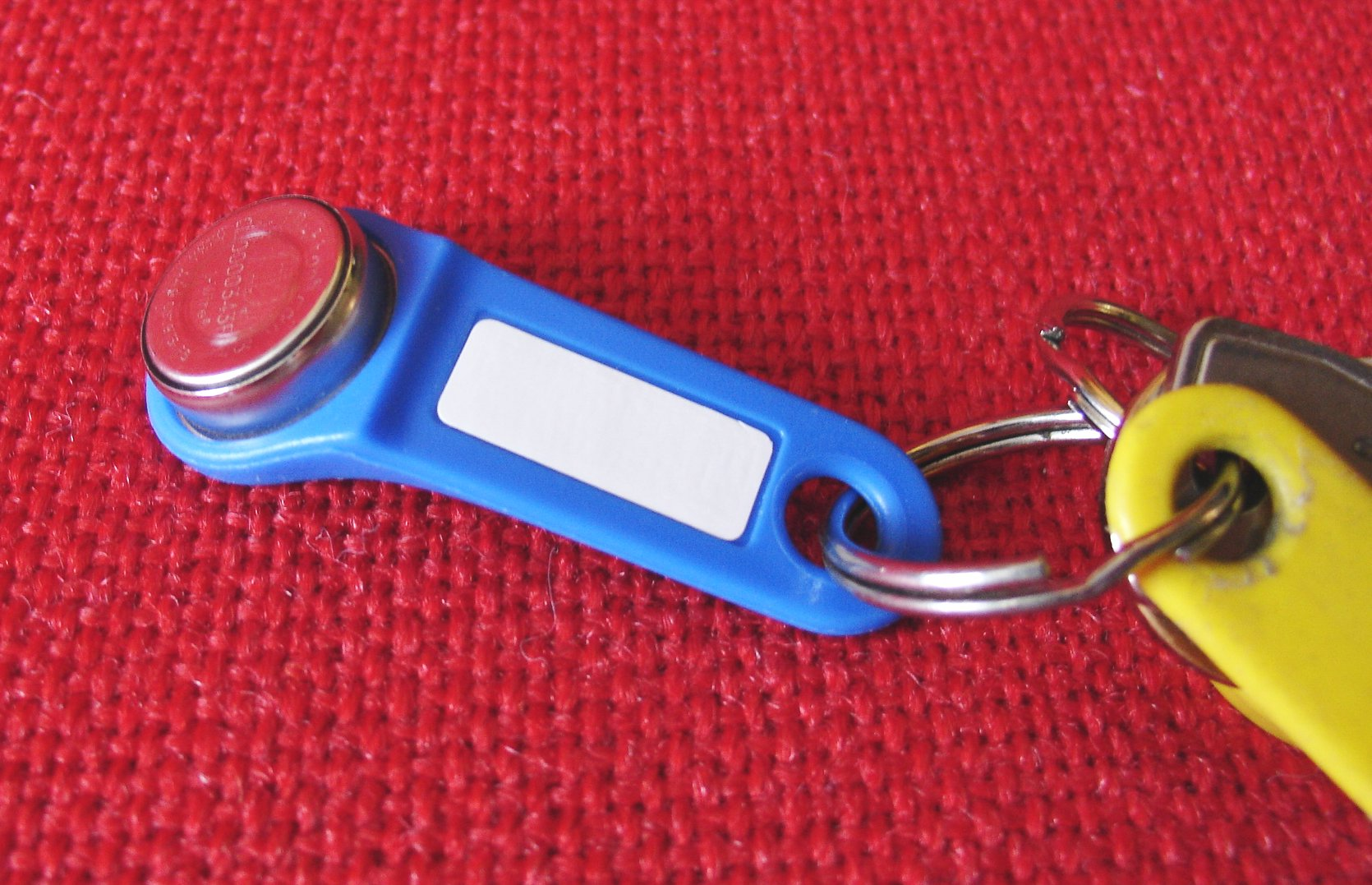
Klucz typu I-button wykorzystujący zasilanie pasożytnicze

Zasilanie pasożytnicze – rodzaj zasilania układów elektronicznych niewielkiej mocy polegający na pobieraniu energii zasilania z linii transmisji danych.
Linia danych zmienia swój stan pomiędzy logicznym zerem a jedynką. W zależności od użytego rozwiązania konstrukcyjnego stany te mogą odpowiadać różnym poziomom napięcia. Fakt, że występują zmiany napięcia oznacza, że na liniach danych występować musi napięcie. Pozwala to na ładowanie wewnętrznego kondensatora (przez odpowiednio podłączoną diodę), z którego następnie zasilany jest cały układ.
Główną zaletą zasilania pasożytniczego jest to, że pozwala ono na daleko posuniętą miniaturyzację układu biernego (z uwagi na eliminację elementów zasilających). Główną wadą jest natomiast znaczne prądowe obciążenie linii danych - ma to szczególne znaczenie w przypadku układów, które nie zostały zoptymalizowane dla takiego zasilania.

## Przykłady zastosowań
- Jednym z najpopularniejszych protokołów transmisji danych wykorzystujących zasilanie pasożytnicze jest 1-Wire.

- Zasilanie pasożytnicze jest również czasem stosowane w prostych układach dołączanych do portu równoległego komputera klasy PC.